# Dangerous Lies
Dangerous Lies is een Amerikaanse thriller uit 2020, geregisseerd door Michael M. Scott. De film werd uitgebracht op 30 april 2020 door Netflix.

## Verhaal
Katie en Adam zijn een jong getrouw stel met geldproblemen. Katie werkt nachtshiften in een restaurant terwijl Adam studeert. Op een nacht wordt het restaurant overvallen door een gewapend man. Adam slaagt erin de overvaller te overmeesteren. Hij wordt geprezen als een held en de overvaller gaat naar de gevangenis.
Vier maand later werkt Katie als verzorger voor de Leonard, een oude, rijke man met wie ze een vriendschappelijke band opbouwt. Hij vertelt haar dat hij 's nachts vaak geluiden in zijn huis hoort. Adam is gestopt met studeren en op zoek naar een goedbetaalde job om hun schulden af te betalen.
Op een dag vertelt Katie Leonard over de schulden. Hij dringt er op aan om haar te helpen maar Katie weigert. Ze vraagt wel om Adam een baan te geven. Leonard neemt Adam aan als tuinman. Zijn tuin is een puinhoop sinds de laatste tuinman plots niet meer kwam opdagen. Hayden, een opdringerige makelaar, belt aan en wil het huis graag kopen voor een klant. Katie weigert en stuurt hem weg. Hayden begint Katie en Adam stiekem te volgen.
Niet veel later geeft Leonard Katie een cheque van $ 7.000. Katie wil het geld teruggeven maar Adam overtuigt haar om het te gebruiken om hun meest dringende schulden mee af te betalen en de rest terug te geven. Katie gaat akkoord. Wanneer ze de volgende ochtend aankomen in het huis van Leonard, vindt Katie hem dood terug.
Terwijl Adam rondneust op zolder stuit hij op een koffer vol geld. Hij wil het geld houden en Katie gaat met tegenzin akkoord omdat ze hun schulden kunnen afbetalen. Ze bellen de hulpdiensten om hen te informeren over de dood van Leonard en worden ondervraagd door inspecteur Chesler. Wanneer Adam later terug naar het huis gaat om het geld op te halen, wordt hij neergeslagen door een mysterieus figuur. Adam vermoedt dat andere mensen ook van het geld afweten. Het koppel besluit het geld in een kluisje in hun bank te stoppen.
Op de begrafenis van Leonard ontmoeten ze Julia, zijn advocate. Zij vertelt hen dat Leonard alles achterlaat aan Katie in zijn testament. Dolgelukkig trekt het koppel snel in hun nieuwe woonst. Inspecteur Chesler vindt de hele situatie maar verdacht en begint onderzoek te doen. Terwijl Adam droomt van een rijke levensstijl en dure vakanties, wil Katie het rustig aan doen. Ze maakt zich zorgen over het geld dat ze verborgen hebben en is bang dat iemand erachter komt.
Hayden daagt opnieuw op en dringt er opnieuw bij Katie op aan het huis te verkopen en bedreigt haar. Katie stuurt hem opnieuw weg. Adam vertelt dat hij vermoedt dat iemand hem volgt en Katie realiseert zich dat het Hayden moet zijn. Inspecteur Chesler graaft verder naar informatie over Adam en de overval op het restaurant.
Terwijl Katie het huis verkent, vindt ze op een armoedige slaapplek boven de garage en een bloederige handafdruk op de muur. Ze verkent verder en stuit op een lichaam en cheques op naam van Ethan Doyle, de vorige tuinman van Leonard. Ze vindt ook een tas met een zakje diamanten. Katie wil Chesler bellen maar Adam overtuigt haar de diamanten te houden. Hij dumpt het lichaam van Ethan en verbrandt alle documenten met zijn naam op.
Inspecteur Chesler zoekt Katie opnieuw op en suggereert de mogelijkheid dat Adam en de overvaller elkaar kenden, gezien hij op de universiteit werkte waar Adam lessen volgde. Ook wordt het lichaam van Ethan in een vuilcontainer gevonden met zijn tas en daarin een papier met het adres van Leonard op. Katie wantrouwt Adam steeds meer, zeker nadat ze een leeg pillendoosje van Leonard vindt dat eigenlijk nog vol moest zijn volgens haar logboek. Ze gaat met haar vermoedens naar Julia. Zij waarschuwt haar dat Adam haar zou kunnen verraden. Ze vertelt ook dat de politie een huiszoekingsbevel probeert te krijgen. Ze gaan samen naar de bank maar de kluis blijkt leeg. Julia vermoedt dat Adam er vandoor zal gaan met het geld en Katie zal achterlaten als enige verdachte. Ze zegt tegen Katie dat ze Adam naar het huis moet krijgen en haar dan moet bellen, terwijl zij het huiszoekingsbevel zal proberen tegenhouden.
Wanneer Katie bij het huis komt, is Adam druk bezig met inpakken. Hij vertelt dat hij onderzoek heeft gedaan naar Hayden, die geen makelaar blijkt te zijn. Hij is een dief die net vrijgekomen is uit de gevangenis en twee jaar vast zat na een overval op een juwelier. Ethan was Haydens partner en Hayden schoot hem neer op zijn deel van de diamanten te verkrijgen. Ethan vluchtte daarop naar het huis van Leonard en stierf, terwijl Hayden werd opgepakt. Hayden is ondertussen nog steeds op zoek naar de diamanten. Adam overtuigt Katie om zo snel mogelijk te vertrekken en zij gaat akkoord.
Terwijl ze Julia belt om haar gerust te stellen over Adam daagt Hayden plots op. Hij houdt Katie onder schot en eist de diamanten. Adam en Hayden vuren op elkaar en beide raken dodelijk gewond. Het laatste dat hij tegen Katie zegt is 'in de tuin' voor hij sterft.
Julia arriveert en vindt een ontroostbare Katie naast het lichaam van Adam. Katie vertelt haar dat Hayden Leonard vermoordt heeft met een overdosis pillen en hij degene was die Leonard 's nachts hoorde rondlopen in het huis. Julia pakt het pistool van Hayden, richt het op Katie en onthult dat ze deel uitmaakte van het plot. Ze leerde Hayden kennen toen ze als pro-Deoadvocate werkte en weet dus ook dat de diamanten nog ergens verstopt liggen. Het testament van Leonard blijkt vervalst te zijn, maar gezien Leonard geen familie heeft is er niemand om de erfenis op te eisen. Julia eist de diamanten maar Katie houdt vol dat Adam ze ergens verstopt heeft en dat zij niet weet waar. Inspecteur Chesler arriveert net op tijd en schiet Julia neer.
Vier maanden later is een zwangere Katie aan het werk in de tuin. Chesler komt aan en vertelt haar dat ze het onderzoek hebben afgesloten, met Julia en Hayden als enige daders. Ze vraagt zich wel af hoe het komt dat ze de diamanten nog steeds niet gevonden hebben. Katie zegt opnieuw dat ze niet weet waar de diamanten zijn. Terwijl Chesler vertrekt, zet Katie de sproeiers aan. Het water veegt beetje bij beetje de aarde weg op de plek waar de diamanten verborgen liggen.

## Rolverdeling
| Acteur          | Personage         |
| --------------- | ----------------- |
| Camila Mendes   | Katie Franklin    |
| Jessie T. Usher | Adam Kettner      |
| Jamie Chung     | Julia Byron-Kim   |
| Cam Gigandet    | Mickey Hayden     |
| Sasha Alexander | Detective Chesler |
| Elliott Gould   | Leonard Wellesley |

## Productie
In april 2019 werd bekendgemaakt dat Camila Mendes zich bij de cast van de film had gevoegd. Michael M. Scott werd ingehuurd voor de regie en David Golden voor het scenario. In mei 2019 voegden Jessie T. Usher, Jamie Chung, Cam Gigandet, Sasha Alexander en Elliott Gould zich bij de cast van de film. De opnames begonnen in april 2019 en vonden onder meer plaats in Vancouver.